# Francisco Javier Mori Cuesta
Francisco Javier Mori, també conegut com a Pirri o Pirri Mori, és un exfutbolista asturià, nascut a Cangues d'Onís el 10 de novembre de 1970. Ocupava la posició de migcampista.

## Trajectòria
Va iniciar la seua carrera en les categories inferiors del Reial Oviedo. A la 89/90 passa a l'antic filial, el Vetusta, i després de romandre la 90/91 al Ribadesella, retorna al ja Oviedo B.
Debuta amb el primer equip ovetenc la temporada 92/93, tot quallant una bona temporada, amb 30 partits i un gol. Eixes xifres fan que el fitxe l'Atlètic de Madrid per la temporada 93/94.
El migcampista estaria tres anys a la disciplina matalassera, guanyant una lliga i una copa. Però, només hi va ser titular el seu primer any, mentre que els altres dos hi seria suplent, encara que apareixent amb freqüència.
La temporada 96/97 passa per la SD Compostela i a la següent, al CP Mérida, sense destacar ni en terres gallegues ni extremenyes. La segona meitat de la temporada 98/99 la militaria al Barnsley anglés, on hi penjaria les botes el 1999.
En total, va disputar 135 partits en primera divisió, marcant 12 gols.